# Li Xin (Journalist)
Li Xin (Chinesisch: 李 新, * 1979 in Xinxiang, Henan, Volksrepublik China) ist ein chinesischer Journalist und Menschenrechtler. Er studierte an der Chinesischen Universität für Politikwissenschaft und Recht und war Website-Redakteur der chinesischen Mediengruppe Southern Metropolis Daily. Li ist Pro-Demokratie-Kämpfer und Rechtsaktivist.
Li verschwand am 11. Januar 2016 in einem Zug von Bangkok zur nordöstlichen Grenzstadt Nong Khai in Thailand, nachdem er vertrauliche Dokumente durchsickern gelassen hatte, die Propaganda-Bemühungen der Kommunistischen Partei Chinas darlegten. Etwa einen Monat später sagte He Fangmei, Lis Frau, dass sie am 3. Februar einen Anruf von Li erhielt und er ihr mitgeteilt hätte, dass er freiwillig nach China zurückgekehrt sei, um sich mit Ermittlern zu treffen. Doch seine Frau glaubte nicht, dass Li freiwillig zurückgegangen war.

## Hintergrund
Im Jahr 2007 richtete Li Xin eine Website namens Civil Society (Zivilgesellschaft) ein, die sich für die Menschenrechte in China einsetzte.
2008 haben Liu Xiaobo, ein chinesischer Menschenrechtsaktivist und Gewinner des Friedensnobelpreises 2010, und andere ein Manifest namens Charta 08 mitverfasst, das Menschenrechte, Pressefreiheit und Demokratie in China forderte. Li war unter der sechsten Gruppe von Leuten, die die Charta unterzeichneten.
Von 2010 bis 2012 studierte Li internationale Beziehungen an der Jawaharlal Nehru University in Indien. Während dieser Zeit wurde er von der Regierung Taiwans gebeten, Leitartikel über die chinesische Politik zu schreiben.
Nach seiner Rückkehr nach China im Juni 2012 wurde Li verhaftet und eine Woche lang in einem Hotel von der Polizei des Ministeriums für Staatssicherheit verhört. Sie drohten ihm, dass er mit Spionage angeklagt werden würde, wenn er nicht damit einverstanden sei, andere Aktivisten und Dissidenten auszuspionieren. Li war gezwungen zuzustimmen, aber er gab keine wesentlichen Informationen preis.
Im Jahr 2013 wurde Li Website-Redakteur für Southern Metropolis Daily in der Provinz Guangdong, wo er viele Rechtsaktivisten und öffentliche Intellektuelle kennenlernte.

## Verschwunden in Thailand
Nachdem Li Xin von der chinesischen Staatssicherheitspolizei gezwungen wurde, andere Aktivisten auszuspionieren, beschloss er im Oktober 2015 nach Neu-Delhi, Indien zu fliehen. Lis Frau, He Fangmei, sagte gegenüber The Guardian, dass die chinesischen Behörden gesagt hätten, sie könnten ihn jederzeit verhaften und ihn wegen Gefährdung der Staatssicherheit anklagen, weil er ein Spion sei. Li hätte Angst und konnte nicht mehr in China bleiben und hatte versucht, aus China herauszukommen.
Nach der Ankunft in Indien soll Li mehrere Listen von Regierungsquellen und Themen veröffentlicht haben, die für Journalisten in China verboten sind. Li soll einen Einblick in den Betrieb der umfangreichen Propagandamaschinerie des Regimes gegeben haben.
Li versuchte mehrere Monate von der indischen Regierung politisches Asyl zu bekommen, doch ohne Erfolg. Seine Anträge wurden abgelehnt, da Indien keine Asylanträge von chinesischen Staatsangehörigen akzeptiert. Li beantragte auch ein Visum zur Einreise in die Vereinigten Staaten, was ihm von der US-Botschaft in Neu-Delhi abgelehnt wurde.
Im Dezember 2015 wurden Lis Frau und kleiner Sohn von Behörden der Provinz Guangdong in ihre Heimatstadt in der Provinz Henan zurückgeschickt, nachdem sie daran gehindert worden waren, das Land über Hongkong zu verlassen.
Am 1. Januar 2016 reiste Li nach Thailand. Am 9. Januar berichtete ein weiterer chinesischer Aktivist, Yan Bojun, der im Jahr 2015 nach Thailand geflohen war, er hätte mit Li zu Abend gegessen.
Am 10. Januar stieg Li um 20:36 Uhr in den Zug von Bangkok bis zur nordöstlichen Grenzstadt Nong Khai. Er beabsichtigte nach Laos zu kommen, um sein thailändisches Visum verlängern zu lassen.
Am nächsten Tag, um 07:40 Uhr, berichtete seine Frau, sie habe Kontakt mit ihm verloren. Sie hatten zuvor über eine Instant Messaging App kommuniziert.

## Wiedererscheinen in China
Am 2. Februar 2016 wurde Li Xins Frau, He Fangmei, von einer Polizeistation in der Provinz Henan vorgeladen. Am nächsten Tag durfte sie über eine interne Polizei-Telefonanlage mit ihrem Mann sprechen, der sich anscheinend an einem anderen Ort befand.
Li soll zu seiner Frau gesagt haben, dass er nach China zurückgekehrt sei, um freiwillig der Polizei bei ihren Untersuchungen zu helfen und dass sie nicht mit internationalen Medien sprechen sollte. Li weigerte sich zu sagen, wo er war und bat seine Frau keine Fragen zu stellen. Es ist noch unklar, wie Li nach China zurückkehrte, doch seine Frau glaubte nicht, dass Li freiwillig zurückging.
Am 3. Februar berichtete die Zeitung The New York Times über das Gespräch zwischen He Fangmei und Li in China. Der Artikel zitierte einen Sprecher des Außenministeriums in Thailand, der sagte, es seien noch keine „Daten vorhanden, ob er das Land verlassen habe“, und dass es keine Anzeichen dafür gebe, dass Herr Li Xin aus Thailand entführt wurde.

## Andere Chinesische Aktivisten in Thailand verschwunden
Li Xins Verschwinden in Thailand ist der vierte Fall, bei dem chinesische Dissidenten verschwanden, die seit Oktober 2015 im Land festgenommen worden waren.
Am 28. Oktober 2015 wurden zwei chinesische Menschenrechtsaktivisten, Dong Guangping und Jiang Yefei in Bangkok verhaftet und den chinesischen Behörden übergeben, obwohl sie von den Vereinten Nationen als Flüchtlinge anerkannt wurden.
Am 17. Oktober 2015 verschwand Gui Minhai, ein in China geborener schwedischer Verleger, der Klatschbücher über chinesische politische Führer schrieb, aus seiner Wohnung im Ferienort Pattaya, Thailand. Der Vorfall ist weithin bekannt als Causeway Bay Books disappearances. Drei Monate später erschien er im staatlichen China Central Television und gestand seine Beteiligung an einem fatalen Autounfall in Thailand.

## Internationale Reaktion
Wichtige Nachrichtenagenturen wie CNN, BBC, Time, The Guardian und Radio Free Asia, berichteten über die Geschichte von Lis Verschwinden und Wiederauftauchen in Thailand.
Die Europäische Union, die Vereinigten Staaten und das Vereinigte Königreich haben ihre Bedenken über das Verschwinden von Li und anderen chinesischen Dissidenten in China zum Ausdruck gebracht.
In einer Erklärung nannte Human Rights Watch das Verschwinden von Li und anderen chinesischen Dissidenten aus Thailand, dass dies Teil des „beispiellosen neuen Impulses“ der chinesischen Regierung sei, um Menschen außerhalb seiner Grenzen zu schnappen.
Chinas staatseigene Zeitung Global Times kritisierte die westliche Medienberichterstattung über das Verschwinden von Li. Im Februar 2016 argumentierte Shan Renping, Chefredakteur der Zeitung, dass Berichte von westlichen Medien eine Einmischung in die internen Angelegenheiten Chinas darstellten und „eine Provokation mit offensichtlicher politischer Selektivität“ sei.